# Конжаковско-Серебрянский массив
Конжаковско-Серебрянский горный массив — горный массив Уральских гор, расположен между долинами рек Каквы и Лобвы. 

## Географическое положение
Конжаковско-Серебрянский горный массив расположен на Северном Урале, между долинами рек Каквы и Лобвы. Длина массива — 22 километра, ширина — 10—12 километров, высота — 1 200—1 500 метров. Вершины массива: Конжаковский Камень с высотой 1 569,7 метра, Тылайский Камень — 1 470,8 метра, Острая Косьва — 1 403,0 метра, Южный Иов — 1 311,0 метра, Серебрянский Камень — 1 305,2 метра, Северный Иов — 1 263,1 метра, Трапеция — 1 253,6 метра, Гвардеец — 1054,8 метра, без названий с высотой в 1074,5 метра и в 1073,5 метра. До 800—900 метров склоны покрыты лесом, выше — горная тундра, каменные россыпи и скалы. На склоне горы Серебрянский Камень расположен Серебрянский Крест. В окрестностях массива, в 10 километрах к югу в верховье реки Лобвы стоит посёлок Кытлым, имеющий автобусное сообщение с городом Карпинском. От дороги Карпинск — Кытлым по долинам левых притоков Лобвы (Катышёр, Конжаковка, Серебрянка) на склонах массива ведут тропы, популярные среди туристов.